# Инаугурация Джеймса Монро (1821)
Вторая инаугурация Джеймса Монро в качестве Президента США и Дэниела Томпкинса как вице-президента США состоялась 5 марта 1821 года. Президентскую присягу проводил Председатель Верховного суда США Джон Маршалл, а присягу вице-президента принимал судья окружного суда Уильям Ван Несс.

## Церемония
Из-за того, что 4 марта 1821 года приходится на воскресенье, Джеймс Монро перенёс инаугурацию на следующий день после разговора с судьями Верховного суда.
В связи с метелью инаугурация проходила в недавно отремонтированном зале Капитолия, в отличие от первой инаугурации Монро, которая произошла перед Капитолием. По этому случаю в зале собралось около 3000 человек. Монро прибыл в полдень в простой карете, за ним стояли члены его кабинета. Вице-президент Томпкинс не присутствовал на мероприятии и вместо этого принял присягу, находясь в Нью-Йорке.
В своей инаугурационной речи Монро коснулся недавних достижений в переговорах о приобретении Флориды у Испании, свободно поддержал более высокий тариф и призвал к усилиям по цивилизации коренных американцев после недавних нападений. Он обычно избегал обсуждения продолжающейся паники 1819 года и ситуации компромисса в Миссури.
После выступления Монро был проведён инаугурационный бал в отеле «Brown's Indian Queen».